# Intville-la-Guétard
Intville-la-Guétard – miejscowość i gmina we Francji, w Regionie Centralnym, w departamencie Loiret.
Według danych na rok 1990 gminę zamieszkiwało 89 osób, a gęstość zaludnienia wynosiła 18 osób/km² (wśród 1842 gmin Centre, Intville-la-Guétard plasuje się na 1041. miejscu pod względem liczby ludności, natomiast pod względem powierzchni na miejscu 1367.).